# 유식삼십송
《유식삼십송》(唯識三十頌)은 ’모든 것은 인식과 인식의 변화일 뿐이다’를 주된 내용으로 하는, 서른 줄의 게송(偈頌)으로 이뤄진 불교 이론서다. 바수반두(वसुबन्दु, Vasubandhu, 세친, 世親, 4세기)가 지었다. 인도 유가행파(瑜伽行派, योगाचार, Yogācāra 요가차라)의 근본 논서인 동시에, 대승불교 유식설(唯識說)의 주요 논서이며, 중국과 한국불교 법상종(法相宗)의 근본 경전이다.

## 역사

### 작성자 및 작성 시기
《유식삼십송》은 《구사론》(俱舍論)의 저자인 바수반두(316-396)가 노년인 칠십대에 지은 것으로 알려져 있으며, 정확한 작성 시기는 알려져 있지 않다. 바수반두가 Kausambi에서 《유식이십론》과 함께 《유식삼십송》을 지은 것은, 대략 383년에서 391년 사이로 추정한다.

### 한역자 및 한역 시기
《유식삼십송》의 한역은 시기에 따라 두 가지가 주로 알려져 있다.
1. 《전식론》(轉識論): 파라마르타(진제, 眞諦), A.D. 557-559[2]
2. 《유식삼십론송》(唯識三十論頌): 현장(玄奘), A.D. 648-649[3]

### 산스크리트어 문헌의 발견
산스크리트어로 작성된 문헌의 전승이 끊긴 채로, 산스크리트어본을 기초로 1차 번역된 한역과 티베트어 문헌이 오랫동안 전승되어 오다가, 1925년 프랑스인 Sylvain Lévi(1863 – 1935)가 산스크리트어로 된 안혜(安慧, Sthiramati)의 《유식삼십송》 주석서인 《유식삼십송석》(唯識三十頌釋)을 공개하면서 세상에 다시 모습을 드러냈다.

## 내용
제목인 ‘유식삼십송’을 한글로 번역하면 ‘오로지 인식에 대한 서른 줄의 노래’가 된다.
내용을 요약하면 다음과 같다:
나와 법에 대한 이야기는 인식이 굴러서(변해서) 만들어진 것이며, 이런 인식의 변화는 오직 세 가지 뿐이니, ‘다르게 익는 인식’과 ‘헤아리는 인식’과 ‘느끼는 곳에 따른 인식’이다. 이 세 인식은 각각 나름의 모습, 특징, 구성 요소 등이 있다. 모든 것이 인식이기 때문에, 이에 기초한 ‘세 가지의 본질적 성질’에 대해 각각 대응하는 ‘세 가지의 본질적 성질 없음’이 세워진다. 이를 통해 인식의 주체와 대상이라는 두겹의 굴레에서 벗어나게 된다.
《유식삼십송》은 유식이론의 세세한 구성 요소를 설명한 문헌이 아니며 오히려 이론 체계 전체를 짧게 요약하고 있는 요약문이다. 이 때문에 산스크리트어 문헌 내용을 보면, 서른 줄의 게송 전체에 걸쳐서 서술어의 사용이 최소화된 채, 명사를 나열하는 식으로 글이 이루어져 있다. 또한 게송 특유의 운율을 맞추기 위해 사용된 내용 없는 채움말이 자주 나오며, 운율에 적합하도록 단어의 선택과 배열 등이 고려되어 있음을 알 수 있다. 게다가 한역 《유식삼십송》은 번역 과정에서 번역자 나름의 해석 관점 뿐만이 아니라, 한자어 나름의 운율과 5언 절구 형태의 형태적 제약 조건이 더해지면서, 게송의 순서나 끊는 점, 그리고 내용의 상세한 부분에서 산스크리트어 문헌과는 조금씩 다른 부분들이 나타난다.

## 《유식삼십송》과 《유식삼십론송》
《유식삼십론송》(唯識三十論頌)은 한역대장경에 수록된 《유식삼십송》(唯識三十頌)을 가리키는 문헌 이름이다. 그러나 다음과 같은 차이점이 두 문서 간에 존재한다.
즉, 《유식삼십송》은 오직 서른 개의 게송으로 구성된 바수반두의 저작물이지만, 《유식삼십론송》은 서른 개의 게송 외에도 게송 사이 사이에 한역자인 현장의 소개글이 짤막한 주석의 형태로 삽입되어 있다. 글의 분량 측면에서 《유식삼십론송》이 《유식삼십송》보다 더 많은 내용을 담고 있다. 또한 《유식삼십송》은 글의 모든 부분에서 저자를 바수반두로 볼 수 있지만, 《유식삼십론송》은 글의 많은 부분에서 직접 글을 쓴 사람을 바수반두로 볼 수 없는 내용이 존재한다.
《유식삼십론송》을 《유식삼십송》에 대한 일종의 짤막한 형태의 간이 주석서로도 볼 수 있을 정도로 원문 외의 부가적인 내용이 많다는 점을 고려하면, 두 책을 같은 문헌으로 볼 수 없다.

## 같이 보기
1. 한글 유식삼십송 전문 (오로지 인식에 대한 서른 줄의 노래, 위키문헌 항목)

## 참고 문헌
1. Sylvain Lévi: Vijnaptimatratasiddhi: Deux traite de Vasubandu, Vimsatika et Trimsika, Bibliothèque de L'École des Hautes Études, Parizo 1925, ANU AA BL1405. B8
2. Anacker, Stefan. 1984. Seven Works of Vasubandhu, the Buddhist Psychological Doctor (Revised Edition, 2005). Delhi: Motilal Banarsidass. ISBN 81-208-0203-9
3. 고려대장경 유식삼십론송 해제 [깨진 링크(과거 내용 찾기)]
4. 고려대장경 전식론 해제